# 白耳蜂鸟
，是雨燕目蜂鸟科的一种鸟类。
白耳蜂鸟体重约3.39克，翼长约54.3毫米，嘴峰长约18.6毫米，喙宽度约2.4毫米，喙厚度约1.9毫米，跗蹠长约3.2毫米，尾长约33.4毫米。白耳蜂鸟在其分布区内为留鸟，其栖息在密集的高大树木组成的森林中，食性为草食性，主要食物来源是植物的花蜜。

## 亚种
- ：分布于亚利桑那州东南部和墨西哥北部的山地。
- ：分布于墨西哥中部和南部至危地马拉的高原地区。
- ：分布于萨尔瓦多、洪都拉斯和尼加拉瓜的高原地区。[4]